# Géczy Anna
Géczy Anna (Torbágy, 1958. február 22. –) klinikai szakpszichológus, pszichoterapeuta, tanszékvezető egyetemi docens a PPKE BTK Pszichológia Intézet Személyiség és Klinikai Pszichológia Tanszékén.

## Szakmai pályafutása
Számos végzettséget szerzett, többek között: az orvostudomány kandidátusa (MTA, 1996); egyetemi doktor (ELTE,1994); pszichoterapeuta (OTE, 2001); magatartásterapeuta (VIKOTE,1995); klinikai szakpszichológus (HIETE,1987); pszichológus (ELTE, 1983).
Pszichodiagnosztika, Rorschach, kutatásmódszertan, pszichopatológia, pszichoterápia és evészavarok területein oktat. Kutatási területei az evészavarok és időskori betegségek pszichés vonatkozásai.

## Életút
A pszichológia felé való nyitottsága már fiatalkorára visszavezethető, édesapjához és az ő családjához köthető. Több rokona, felmenője is pedagógusi pályán dolgozott, illetve református lelkészként. Így a segítő irányultság és a lélekkel foglalkozó mentalitás elég korán beépült a szemléletébe. Egy másik jelentős szempont gimnáziumi élményeihez köthető. Eleinte a természettudományos beállítottság volt jellemző reá, kémia tagozaton tanult, és sokáig vegyészmérnöknek készült. A változás harmadikos gimnazista korában következett be, amikor az ELTE által szervezett nemzetközi összehasonlító, szorongással kapcsolatos pszichológiai kutatás keretén belül volt alkalma megismerni azon fiatal pszichológushallgatókat, akik később az egyetemen oktatói lettek.